# Georg August Breithaupt
Georg August Breithaupt, född 1806 i Kassel, död där 1888, var en tysk finmekaniker och instrumentmakare. Han var son till Friedrich Wilhelm Breithaupt.
Breithaupt efterträdde 1855 sin far som konservator vid Kassels museum. Han förfärdigade 1850 en stor längddelningsmaskin, som indelar en meter i varje åstundat förhållande, ända till en tusendedel av en millimeter. Han gjorde dessutom många förbättringar på de geodetiska instrumenten samt uppfann den mindre gruvteodoliten och flera nivelleringsinstrument. Åren 1860–1876 utgav han fjärde–sjätte häftena av Magazin neuester mathematischer Instrumente.